# Deutscher Plan zur Kolonisierung der Chathaminseln
Der Deutsche Plan zur Kolonisierung der Chathaminseln wurde in den 1840er-Jahren durch interessierte Hamburger Kaufleute und Investoren verfolgt, um mit ausreisewilligen Siedlern eine deutsche Kolonie auf den Chathaminseln, gut 650 km südöstlich von Neuseelands Nordinsel gelegen, zu gründen.

## Hintergrund
Inspiriert von Edward Gibbon Wakefields Kolonisierungstheorien entwickelte sich unter seiner Meinungsführerschaft Mitte der 1830er neues Interesse an einer Kolonialisierung Neuseelands durch britische Investoren. Die Gründe, die ab 1825 nach einigen erfolglosen Versuchen, 1838 schließlich zur Gründung der zweiten New Zealand Company führten, waren vielfältig und reichten von puren Kapitalinteressen bis hin zu der Idee, durch Umsiedlung von Arbeitslosen nach Neuseeland eine Lösung für einen Teil der sozialen Probleme Großbritanniens gefunden zu haben.
Doch der Plan der New Zealand Company, mit Landverkäufen an britische Ausreisewillige schnell Geld zu verdienen, ging nicht auf, und der am 6. Februar 1840 zwischen den Māori-Chiefs und der britischen Krone geschlossene Vertrag von Waitangi unterband den Handel mit Māori-Land. Die Mitglieder der New Zealand Company wichen daher auf die Chatham Islands aus. Man sah sich schließlich, um finanzielle Engpässe umgehen zu können, Anfang der 1840er auch auf dem europäischen Kontinent nach geeigneten Investoren und ansiedlungswilligen Arbeitern um.
Der Mediziner und Naturforscher Ernst Dieffenbach hatte als naturwissenschaftlicher Begleiter einer Expedition der New Zealand Company nach Neuseeland von 1839 bis 1841 zahlreiche Berichte zu den Aussichten in Landwirtschaft und Handel verfasst, die auch in Deutschland gelesen wurden. Auch Vorträge wie der des angesehenen Geographen Carl Ritter über die „Die Colonisation von Neu-Seeland“ erzeugten unter interessierten Firmen eine positive Stimmung.
Londoner Kaufleute halfen mit ihren guten Beziehungen zu Hamburger Kaufleuten, Kontakte zur New Zealand Company herzustellen, die bei ihnen das Interesse an Siedlungsvorhaben in Neuseeland weckte.

## Geschichte
Federführend bei den Verhandlungen zwischen Hamburger Kaufleuten und der New Zealand Company, die die Inseln ihrerseits im Juli 1840 von den Eroberern der Inseln, den Māori-Iwi von Port Nicholson gekauft hatte, war Karl Sieveking, der als Senatssyndicus vorrangig für die auswärtigen Beziehungen Hamburgs zuständig war. Er unterzeichnete am 12. September 1841 eine Absichtserklärung zum Kauf der gesamten Inselgruppe der Chatham Islands für 10.000 Pfund Sterling. Der Kaufvertrag sollte von der noch zu gründenden „Deutschen Colonisations-Gesellschaft“ bis zum 12. März 1842 in London ratifiziert werden. Man ging gemeinsam davon aus, dass die Inseln nicht dem britischen Empire unterstanden, da eine offizielle Annektierung bis zu dem Zeitpunkt nicht ausgerufen war. Am 15. Oktober 1841 informierte Joseph Somes, Direktor der New Zealand Company, den Colonial Secretary Lord Stanley von dem Vorhaben. Damit wurde der Verkauf öffentlich und bekam eine politische Dimension, die die britische Krone zwang, eine offizielle Entscheidung in Sachen Chatham Islands zu treffen.
John Nicholas Beit, der als Vertreter der New Zealand Company im Februar 1842 seinen Vortrag vor dem provisorischen Komitee der zuvor gegründeten Deutschen Colonisations-Gesellschaft hielt, versuchte mit seinem Pamphlet mit allen Mitteln die Vorteile einer Besiedlung durch deutsche Siedler hervorzuheben und damit die Hamburger Kaufleute von den Vorzügen des Kolonisierungsvorhabens zu überzeugen. Doch das Aus zur Gründung einer deutschen Kolonie auf den Chatham Islands kam am 4. April 1842. In einem königlichen Letters Patent, unterzeichnet von Queen Victoria, verschob die britische Krone die östliche Grenze von Neuseeland bis hinter den 177 Längengrad, welcher die Chatham Islands mit einschloss und machte damit die Inseln zum Bestandteil der Kolonie Neuseeland unter britischer Souveränität. Abgeleitet wurde der Anspruch an der Inselgruppe dabei durch die Landung von Leutnant William Robert Broughton 1791 auf der Hauptinsel Chatham Island (Moriori: Rekohu; Māori: Wharekauri) und deren Inbesitznahme im Namen von König George III.
Die Autoren in den Zeitungsartikeln sprachen sich in Mehrheit gegen das Vorhaben aus. Der US-amerikanische Konsul Franz Grund warnte vor dem Projekt und auch einige Kaufleute zeigten sich wegen der großen Entfernung skeptisch. Der für seine Spott bekannte Schriftsteller und Weinhändler Wilhelm Hocker schrieb: „Schön muss sie sein; denn sie ist transatlantisch, / Und in der Ferne blüht allein das Glück; / Die Fahrt dahin, wie reizend, wie romantisch, / Legt kaum in sieben Monden man zurück.“
Am 14. April 1842 erklärte das provisorische Komitee seine Auflösung. Spätestens nach dem Hamburger Brand im Mai 1842 hatte der Wiederaufbau von großen Teilen der Hamburger Innenstadt Vorrang.

## Primärquellen
- Heinrich Sieveking: Hamburger Kolonisationspläne 1840–42. In: Hans Delbrück (Hrsg.): Preussische Jahrbücher, 86. Band, Georg Stilke, Berlin 1896, S. 149–170.
- Die projektierte Hanseatische Kolonie auf der Chatham-Insel. In August von Binzer: Allgemeines Organ für Handel und Gewerbe und damit verwandte Gegenstände, 7. Jg. (Köln 1841) und 8. Jg. (Köln 1842)
  - (I.), 16. Dezember 1841, (Jg. 7), S. 645, (Digitalisat).
  - Die Kolonie auf der Chatham-Insel, 23. Dezember 1841, (Jg. 7) S. 658, (Digitalisat).
  - (II.), 1. Januar 1842, (8. Jg.), S. 1, (Digitalisat).
  - (III.) Britisches Hoheitsrecht, 14. Februar 1842, (8. Jg.), S. 91, (Digitalisat).
- John Nicholas Beit: Auswanderungen und Colonisation. mit besonderem Hinblick auf die von der Deutschen Colonisations-Gesellschaft beabsichtigte Begründung ihrer ersten Colonie auf dem Chatham-Inseln – nebst der neuesten Charte derselben und Ansicht der Waitangui-Bay – mit einem Anhange, enthaltend die Entwickelung des Wakefieldschen Systems, die Bilancen der Neuseeland-Compagnie, und ein Schema der nöthigen Diäten für Auswanderer. Perthes-Besser und Mauke, Hamburg 1842 (Digitalisat – 71 Seiten langes Pamphlet).
- Wilhelm Hocker: Warrekauri die Insel der Glückseligkeit neuentdeckt von Herrn Syndikus Sieveking in Hamburg (Spottgedicht), in Poetische Schriften politischen und unpolitischen Inhalts. 3. Auflage. Chr. Bünsow, Kiel 1844, S. 281 (Digitalisat).
- Warrekauri. In: Allgemeine Preußischen Staats=Zeitung. Nr. 96, 7. April 1842, S. 407, Sp. 1–3 (Digitalisat [abgerufen am 15. November 2016]).
- Großbritannien. In: Bayreuther Zeitung. Nro 5. Im Verlag der Geheime Kammer-Rath Hagen'schen Erben, 7. Januar 1842, S. 23–24, Sp. 2 und 1 (Digitalisat [abgerufen am 15. November 2016]).
- (Preußen) Elberfeld 19. Dec. Aus zuverlässiger Quelle erhalten wir folgende Mittheilung. In: Neue Würzburger Zeitung. Nro. 355, 23. Dezember 1841, S. 1, Sp. 1–2 (Digitalisat [abgerufen am 15. November 2016]).